# 1968년~1969년 일본 대학투쟁
1968년부터 1969년 사이에 몇몇 일본 대학들의 학생 시위로 인해 캠퍼스가 폐쇄되었다. 대학분쟁(大学紛争) 또는 대학투쟁(大学闘争)이라 알려진 이 사건은 전세계적인 1968년 사회운동, 그리고 산리즈카 투쟁을 비롯한 1960년대 말의 일본 사회운동의 일부이다. 학생들은 처음에 대학의 실질적인 문제에 대해 시위했지만, 1968년 중반 전학공투회의를 결성하게 된다. 1969년 대학의 운영에 관한 임시조치법을 통해 시위대를 해산시킬 수 있었다.
시위는 도쿄 대학 의과대학의 무급 인턴십에 항의하기 위해 조직되었다. 수년간의 학생 조직과 시위를 바탕으로 한 신좌파 학생 단체는 캠퍼스 주변의 건물을 점거하기 시작했다. 시위가 조직된 또 다른 주요 캠퍼스에는 니혼 대학도 있었다. 그들은 대학 이사회의 비리 의혹에 대한 학생들의 불만에서 출발했다. 니혼 대학의 시위는 대학의 전통적이고 보수적인 성향으로 인해 이데올로기보다는 실용주의에 의한 것이었다. 시위는 다른 일본 대학들로 퍼져 나갔고, 캠퍼스 내와 거리에서 모두 시위는 격화되었다. 1968년 말 시위가 최고조에 이르렀을 때, 수천 명의 학생들이 신주쿠역에 모여 폭동을 일으켰다. 이 학생들 사이에서는 폭력 투쟁(우치게바uchi-geba, 内ゲバ)이 만연했다. 1969년 1월, 경찰은 도쿄 대학을 포위하고 그곳의 시위를 진압했으며, 이는 시위가 이어지고 있던 다른 대학의 학생들에게 새로운 불씨를 주었다. 그러나 학생들에 대한 대중의 지지가 떨어지고 경찰들이 학생 시위 진압에 나서면서, 학생 시위는 시들해졌다. 1969년 대학의 운영에 관한 임시조치법의 통과로 경찰은 학생 시위대를 해산할 때 더 많은 병력을 파견할 법적 근거를 마련했지만, 연합적군과 같은 신좌파 분파 단체들은 1970년대까지 투쟁을 이어나갔다.
학생들은 카를 마르크스나 레온 트로츠키와 같은 마르크스주의 이론주의와 프랑스 실존주의 철학자인 장폴 사르트르, 알베르 카뮈, 그리고 일본 비평가이자 시인이었던 요시모토 다카아키의 작품들에 영향을 받았다. 요시모토의 '자율성'과 '주관성'에 대한 해석은 요시모토가 위선적이라 비판한 마루야마 마사오와 같은 일본 지성인들의 사상의 진보적 자유주의적 해석에 대한 비판에 바탕을 두고 있다. 학생들은 자기 부정과 자기 비판에 점점 집중하면서, 학생들의 자율성에 대한 집중은 궁극적으로 학생 운동을 해체시키게 되었다.
대학분쟁은 다나카 미츠의 여성 해방 운동이 등장하는데 기여했다. 1970년대 일본 사회가 대부분 안정되어 있었고, 학생들은 일본 사회에 재통합되는 동안, 투쟁 자체는 일본 문화 영역에 들어가게 되었고 무라카미 류와 무라카미 하루키 같은 작가들에게 영향을 주었다. 학생들의 정치적 요구는 교육 개혁에서 중앙교육위원회와 같은 기구를 통해 일본 정부가 다루려고 했던 의제 중 상위로 옮겼다. 대학분쟁은 와카마쓰 고지의 2007년 영화 연합적군과 같은 현대 사회의 주요 주제로 다루어졌다.